# Марчелло Мальпігі
Марчелло Мальпігі (10 березня 1628, Кревалькоре — 30 листопада 1694, Рим) — італійський анатом і лікар, біолог, дійсний член Лондонського королівського товариства. Вважається батьком мікроскопічної анатомії, гістології, фізіології, ембріології у медичній практиці. Відкрив явище капілярного кровообігу у тварин і зв'язок між артеріями і венами. Описав мікроскопічну будову низки тканин і органів рослин, тварин та людини. Був першим дослідником, який описав еритроцити, визначив склад форменних елементів крові при мікроскопічному дослідженні. Він першим зробив припущення, що гіпоталамус є залозою. Одним з перших описав цистицерків бичачого ціп'яка.
На честь науковця названо астероїд 11121 Мальпігі.
Ім'я Мальпігі пов'язане з кількома фізіологічними особливостями, пов'язаними з біологічною видільною системою, такими як мальпігієві тільця і мальпігієві піраміди нирок і система мальпігієвих канальців комах. Лімфоїдні вузлики селезінки часто називають «мальпігієвими тілами селезінки» або мальпігієвими тільцями. Ботанічна родина мальпігієвих також названо на його честь. Він був першою людиною, яка побачила капіляри у тварин, і він виявив зв'язок між артеріями та венами. Мальпігі був одним з перших людей, які спостерігали еритроцити під мікроскопом, після Яна Сваммердама. Його трактат «De polypo cordis» (1666) був важливий для розуміння складу крові, а також того, як утворюються тромби. 
Використання мікроскопа дозволило Мальпігі виявити, що безхребетні використовують для дихання не легені, а невеликі отвори в шкірі, звані трахеями. Мальпігі також вивчив анатомію мозку і прийшов до висновку, що цей орган є залозою. З точки зору сучасної ендокринології, цей висновок вірний, тому що гіпоталамус головного мозку відомий своєю здатністю виділяти гормони.
Оскільки Мальпігі володів великими знаннями як про рослини, так і про тварин, він зробив свій внесок у вивчення і того, й іншого. Лондонське королівське товариство опублікувало два томи його ботанічних і зоологічних робіт у 1675 і 1679 роках. У 1687 році послідувало ще одне видання, а в 1697 році — додатковий том.
Його вивчення рослин призвело його до висновку, що у рослин є трубочки, схожі на ті, які він бачив у комах, таких як шовкопряд (використовуючи свій мікроскоп, він, ймовірно, бачив продихи, через які рослини обмінюються вуглекислим газом і киснем). Мальпігі зауважив, що при видаленні кільцеподібної частини кори на стовбурі в тканинах над кільцем виникала пухлина, і він правильно інтерпретував це як зростання, стимульоване їжею, яке надходить з листя і блокується над кільцем.

## Ранні роки
Мальпігі народився 10 березня 1628 року в Кревалькорі поблизу Болоньї, Італія. Син заможних батьків, здобув освіту в своєму рідному місті, вступивши в Болонський університет у віці 17 років. У посмертній роботі, опублікованій і присвяченій Королівському товариству в Лондоні в 1697 році, Мальпігі записав, що завершив вивчення граматики в 1645 році, після чого почав займатися вивченням перипатетичної філософії. Він завершив ці дослідження близько 1649 року, де за наполяганням своєї матері Френсіс Наталіс почав вивчати лікарську справу. Коли його батьки і бабуся захворіли, він повернувся в свій сімейний будинок недалеко від Болоньї, щоб доглядати за ними. Мальпігі вивчав філософію Аристотеля в Болонському університеті, коли був дуже молодий. Незважаючи на протидію університетської влади, оскільки він не був болонцем за народженням, в 1653 році йому було присуджено докторський ступінь як в галузі медицини, так і філософії. Пізніше він отримав диплом лікаря у віці 25 років. Згодом він був призначений викладачем, після чого відразу ж присвятив себе подальшому вивченню анатомії та медицини. Протягом більшої частини своєї кар'єри Мальпігі поєднував інтенсивний інтерес до наукових досліджень з любов'ю до викладання. У 1667 році Генрі Ольденбург запросив його вести листування з Королівським товариством, а в наступному році він став членом товариства.
У 1656 році Фердинанд II Тосканський запросив його на посаду професора теоретичної медицини в Пізанському університеті. Там Мальпігі почав свою дружбу на все життя з Джованні Бореллі, математиком і натуралістом, який був видатним прихильником Академії дель Чименто, одного з перших наукових товариств. Мальпігі поставив під сумнів панівні медичні вчення в Пізі, провів експерименти зі зміни кольору крові й спробував переосмислити анатомічні, фізіологічні та медичні проблеми того часу. Сімейні обов'язки і погане здоров'я спонукали Мальпігі повернутися в 1659 році в Болонський університет, де він продовжував викладати і проводити дослідження за допомогою своїх мікроскопів. У 1661 році він визначив й описав легеневу і капілярну мережу, що з'єднує дрібні артерії з невеликими венами. Погляди Мальпігі викликали все більше суперечок і розбіжностей, головним чином через заздрість і нерозуміння з боку його колег.

## Спадщина
Першим можна вважати Мальпігі гістологом. Протягом майже 40 років він використовував мікроскоп для опису основних типів рослинних і тваринних структур і таким чином визначив для майбутніх поколінь біологів основні напрямки досліджень у ботаніці, ембріології, анатомії та патології людини. Подібно до того, як Галілео Галілей застосував нове технічне досягнення оптичної лінзи до перспектив за межі Землі, Мальпігі поширив його використання на складну організацію живих істот, яку досі не уявляли, нижче рівня неозброєного зору. Більше того, його життєва робота поставила під сумнів переважаючі уявлення про функції організму. Коли, наприклад, він виявив, що кров проходить через капіляри, це означало, що Вільям Гарвей був правий, що кров не перетворювалася на плоть на периферії, як думали раніше. Його рішуче засуджували його вороги, які не бачили, як його численні відкриття, такі як ниркові клубочки, сечові канальці, шкірні сосочки, смакові рецептори та залозисті компоненти печінки, можуть покращити медичну практику. Конфлікт між стародавніми ідеями і сучасними відкриттями тривав протягом XVII століття. Хоча Мальпігі не міг сказати, які нові ліки можуть виникнути з його відкриттів, він був переконаний, що мікроскопічна анатомія, показуючи дрібну конструкцію живих істот, ставить під сумнів цінність старої медицини. Він заклав анатомічну основу для остаточного розуміння фізіологічного обміну людини.

## Кар'єра
У 1653 році, коли його батько, мати і бабуся померли, Мальпігі покинув свою сімейну віллу і повернувся в Болонський університет, щоб вивчати анатомію. У 1656 році він став читати лекції в Болоньї, а потім професором фізики в Пізі, де почав відмовлятися від дискусійного методу навчання і застосовувати більш експериментальний метод дослідження. Грунтуючись на цьому дослідженні, він написав кілька діалогів проти перипатетиків і галеністів (тих, хто слідував заповітам Галена і очолював їх в Болонському університеті колега-лікар, але закоренілий ворог Джованні Джироламо Сбаралья), які були знищені, коли згорів його будинок. Втомившись від філософських суперечок, в 1660 році Мальпігі повернувся в Болонью і присвятив себе вивченню анатомії. Згодом він відкрив нову будову легенів, що привело його до кількох суперечок з науковцями медицини того часу. У 1662 році він був призначений професором лікарської практики в Мессинській Академії.
Відійшовши від університетського життя на свою віллу в сільській місцевості недалеко від Болоньї в 1663 році, він працював лікарем, продовжуючи проводити експерименти над рослинами і комахами, яких знайшов у своєму маєтку. Там він зробив відкриття в області будови рослин, які опублікував у своїх спостереженнях. Наприкінці 1666 року Мальпігі був запрошений повернутися в державну академію в Мессіні, що він і зробив в 1667 році. Хоча він прийняв тимчасові кафедри в університетах Пізи і Мессіни, протягом усього свого життя він постійно повертався в Болонью, щоб займатися медичною практикою, місто, яке відплатило йому, встановивши пам'ятник в його пам'ять після його смерті.
У 1668 році Мальпігі отримав лист від пана Ольденбурга з Лондонського королівського товариства із запрошенням вступити в листування. Мальпігі написав свою історію шовкопряда в 1668 році і відправив рукопис містеру Ольденбургу. Після цього Мальпігі був прийнятий в члени Королівського товариства в 1669 році. У 1671 році «Анатомія рослин» Мальпігі була опублікована в Лондоні Королівським товариством, і він одночасно написав пану Ольденбургу, розповівши йому про свої недавні відкриття, які стосуються легень, волокон селезінки і яєчок, а також про кілька інших відкриттях, пов'язаних з мозком і органами почуттів. Він також поділився додатковою інформацією про свої дослідження рослин. У той час він розповів про свої суперечки з деякими молодими лікарями, які були затятими прихильниками принципів Галена і виступали проти всіх нових відкриттів. Після багатьох інших відкриттів і публікацій в 1691 році папа Інокентій XII запросив Мальпігі в Рим, щоб стати папським лікарем і професором медицини в Папській медичній школі. Він залишався в Римі до самої своєї смерті.

## Дослідження
Приблизно у віці 38 років, маючи за плечима чудову академічну кар'єру, Мальпігі вирішив присвятити свій вільний час анатомічним дослідженням. Хоча він проводив деякі з своїх досліджень з використанням вівісекції, а інші — за допомогою розтину трупів, його найбільш показові зусилля, мабуть, були засновані на використанні мікроскопа. Завдяки цій роботі багато мікроскопічних анатомічних структур названі на честь Мальпіги, включаючи шар шкіри (шар Мальпіги) і два різних мальпігієвих тільця в нирках і селезінці, а також мальпігієві канальці в видільній системі комах.
Хоча голландський виробник окулярів створив складену лінзу і вставив її в мікроскоп на рубежі XVII-го століття, а Галілей застосував принцип складеної лінзи для виготовлення свого мікроскопа, запатентованого в 1609 році, його можливості як мікроскопа залишалися невикористаними протягом півстоліття, поки Роберт Гук не вдосконалив інструмент. Після цього Марчелло Мальпігі, Гуку і двом іншим раннім дослідникам, пов'язаним з королівським суспільством, Неємії Грю і Антоні ван Левенгуку пощастило мати в руках практично невипробуваний інструмент, коли вони почали свої дослідження.
У 1661 році Мальпігі спостерігав Капілярні структури в легенях жаби. Перша спроба Мальпіги дослідити кровообіг в легенях була зроблена у вересні 1660 року при розтині овець та інших ссавців, де він вводив чорне чорнило в легеневу артерію. Простежуючи розподіл чорнила по артерії до вен у легенях тварини, проте великий розмір обраної вівці / ссавця обмежував його спостереження за капілярами, оскільки вони були занадто малі для збільшення. Розтин жаби Мальпіги в 1661 році, виявив, що це відповідний розмір, який можна збільшити, щоб відобразити капілярну мережу, невидиму у більших тварин. Виявляючи і спостерігаючи за капілярами в легенях жаби, Мальпігі вивчав рух крові в замкнутій системі. Це контрастувало з попереднім уявленням про відкриту систему кровообігу, в якій кров надходила б з печінки / селезінки і накопичувалася у відкритих просторах тіла. Це відкриття капілярів також зробило свій внесок у теорію кровообігу Вільяма Гарвея, з капілярами, що діють як з'єднання вен з артеріями і підтверджують замкнуту систему кровообігу у тварин.
Продовжуючи свій аналіз легень, Мальпігі визначив дихальні шляхи, розгалужені в тонкі мембранні сферичні порожнини, які він порівняв з отворами у вигляді сот, оточеними капілярними судинами, у своїй роботі 1661 року «De pulmonibus observationes anatomicae». Ці структури легень, нині відомі як альвеоли, він використовував для опису повітряного шляху як безперервного вдиху і видиху, при цьому альвеоли на кінцях шляху діють як «недосконала губка» для проникнення повітря в організм. Екстраполюючи це на людей, він запропонував пояснення того, як повітря і кров змішуються в легенях. Мальпігі також використовував мікроскоп для своїх досліджень шкіри, нирок і печінки. Наприклад, після того, як він препарував чорношкірого чоловіка, Мальпігі домігся деякого революційного прогресу у відкритті походження чорної шкіри. Він виявив, що чорний пігмент був пов'язаний з шаром слизу прямо під шкірою.
У 1663—1667 роках в Мессінському університеті, де його дослідження були зосереджені на вивченні нервової системи людини, він визначив і описав нервові закінчення в тілі, структуру мозку і зоровий нерв. Всі свої роботи в 1665 році, що стосуються нервової системи, він опублікував в 3 окремих роботах, опублікованих в тому ж році під назвою «De Lingua про смак і язик», «De Cerebro про мозок» і «De Externo Tactus Organo» про почуття / відчуття дотику. Що стосується його роботи про язик, він виявив невеликі м'язові горбки, смакові рецептори, які він назвав «сосочками», і при їх дослідженні він описав пов'язаний зв'язок із нервовими закінченнями, які давали відчуття смаку під час їди. Крім того, в 1686 році, вивчаючи бичачий язик, Мальпігі розділив сосочки мови на окремі «ділянки» по довжині язика. Вивчаючи мозок, він одним із перших спробував намалювати сіру і білу тканини і висунув гіпотезу про зв'язок між головним і спинним мозком через нервові закінчення.
Робота Мальпігі з анатомії рослин зародилася в Мессіні під час відвідування саду його покровителя Вісконте Руффо, де розщеплена гілка каштана мала структуру, яка заінтригувала його, і ця структура в сучасній літературі називається ксилемою. Він досліджував структуру в різних планах і зазначив, що розташування ксилеми було або у формі кільця, або у вигляді розкиданих груп в стеблі. Ця відмінність пізніше була використана біологами для поділу двох основних типів рослин.
Талановитий художник, Мальпігі, мабуть, був першим автором, який зробив докладні малюнки окремих органів квітів. Він показав, що підошовний лист являє собою поздовжній розріз квітки нігелли (буквально "медова квітка") з деталями нектароносних органів. Він зауважив, що дивно, що природа створила на листках квітки органи, схожі на раковини, в яких виробляється мед.
Мальпігі домігся успіху у відстеженні онтогенезу органів рослин і послідовного розвитку пагонів завдяки своїм знанням в області ембріології тварин. Він спеціалізувався на вирощуванні розсади, і в 1679 році опублікував том, який містить серію витончено намальованих і вигравіруваних зображень стадій розвитку бобових (боби) і гарбузових (гарбуз, дині). Пізніше він опублікував матеріал, якій зображає розвиток фінікової пальми. Великий шведський ботанік Карл Лінней назвав рід Мальпігія на честь роботи Мальпіги з рослинами. 
Оскільки Мальпігі займався тератологією (науковим вивченням видимих станів, спричинених порушенням або зміною нормального розвитку ембріонів), він висловив серйозні побоювання з приводу думки своїх сучасників про те, що дерева і трави породили комах. Він припустив, що ці істоти походять з яєць, раніше відкладених у рослинній тканині.
Дослідження Мальпіги життєвого циклу рослин і тварин привели його до теми розмноження. Він створив детальні малюнки своїх досліджень розвитку ембріонів курчат, починаючи з 2-3 днів після запліднення. Ці малюнки ембріонів основну увагу приділяють термінам розвитку кінцівок і органів. Крім того, розвиток насіння у рослин (таких як лимонне дерево) і перетворення гусениць в комах. Мальпігі також постулював ембріональний ріст людини, написаний в листі Джироламо Корреру, покровителю науковців. Мальпігі припустив, що всі компоненти системи кровообігу розвивалися б в ембріоні одночасно. Його відкриття допомогли висвітлити філософські суперечки, пов'язані з темами виникнення, передіснування, преформації, епігенезу і метаморфози.

## Наукові праці
(лат.)
- De Pulmonibus, 1661

Opere, 1687

- Epistolae Anatomicae de Cerebro ac Lingua, 1665
- De Externo Tactus Organo, 1665
- De viscerum structura exercitatio anatomica, 1666
- De polypo cordis, 1666
- Dissertatio epistolica de bombyce, 1669
- Anatomia Plantarum, 1671
- De Formatione Pulli in Ovo, 1673
- De ovo incubato, 1675
- De Structura Glandularum Conglobatarum, 1689